# Unione Sportiva Arezzo 1982-1983
Questa pagina raccoglie le informazioni riguardanti l'Unione Sportiva Arezzo nelle competizioni ufficiali della stagione 1982-1983.

## Rosa
| N. |                   | Ruolo | Calciatore         |
| -- | ----------------- | ----- | ------------------ |
|    | Italia (bandiera) | D     | Massimo Arrighi    |
|    | Italia (bandiera) | C     | Salvatore Barbieri |
|    | Italia (bandiera) | C     | Giuliano Belluzzi  |
|    | Italia (bandiera) | C     | Giovanni Botteghi  |
|    | Italia (bandiera) | D     | Antonio Brunello   |
|    | Italia (bandiera) | C     | Stefano Butti      |
|    | Italia (bandiera) | C     | Angelo Castronaro  |
|    | Italia (bandiera) | D     | Emilio Doveri      |
|    | Italia (bandiera) | A     | Emilio Frigerio    |
|    | Italia (bandiera) | D     | Fabrizio Innocenti |

| N. |                   | Ruolo | Calciatore         |
| -- | ----------------- | ----- | ------------------ |
|    | Italia (bandiera) | C     | Adriano Malisan    |
|    | Italia (bandiera) | D     | Andrea Mangoni     |
|    | Italia (bandiera) | C     | Domenico Neri      |
|    | Italia (bandiera) | P     | Giuseppe Pellicanò |
|    | Italia (bandiera) | C     | Maurizio Raise     |
|    | Italia (bandiera) | P     | Luigi Reali        |
|    | Italia (bandiera) | A     | Giovanni Sartori   |
|    | Italia (bandiera) | A     | Pasquale Traini    |
|    | Italia (bandiera) | D     | Giuseppe Zandonà   |
|    | Italia (bandiera) | D     | Alessandro Zanin   |

## Risultati

### Serie B

#### Girone di andata
| 12 settembre 1982 1ª giornata | Palermo | 0 – 1 | Arezzo |  |

| 19 settembre 1982 2ª giornata | Arezzo | 0 – 0 | Foggia |  |

| 26 settembre 1982 3ª giornata | Milan | 2 – 1 | Arezzo |  |

| 3 ottobre 1982 4ª giornata | Arezzo | 1 – 0 | Atalanta |  |

| 10 ottobre 1982 5ª giornata | Varese | 1 – 2 | Arezzo |  |

| 17 ottobre 1982 6ª giornata | Cavese | 0 – 0 | Arezzo |  |

| 24 ottobre 1982 7ª giornata | Arezzo | 1 – 0 | Sambenedettese |  |

| 31 ottobre 1982 8ª giornata | Campobasso | 0 – 2 | Arezzo |  |

| 7 novembre 1982 9ª giornata | Arezzo | 0 – 0 | Bari |  |

| 14 novembre 1982 10ª giornata | Pistoiese | 3 – 1 | Arezzo |  |

| 21 novembre 1982 11ª giornata | Arezzo | 0 – 1 | Bologna |  |

| 28 novembre 1982 12ª giornata | Arezzo | 1 – 0 | Monza |  |

| 3 dicembre 1950 13ª giornata | Catania | 3 – 0 | Arezzo |  |

| 12 dicembre 1982 14ª giornata | Arezzo | 1 – 1 | Cremonese |  |

| 3 gennaio 1954 15ª giornata | Como | 0 – 1 | Arezzo |  |

| 2 gennaio 1983 16ª giornata | Arezzo | 1 – 1 | Perugia |  |

| 9 gennaio 1983 17ª giornata | Lazio | 2 – 0 | Arezzo |  |

| 16 gennaio 1983 18ª giornata | Arezzo | 1 – 1 | Lecce |  |

| 28 settembre 1947 19ª giornata | Reggiana | 1 – 1 | Arezzo |  |

#### Girone di ritorno
| 30 gennaio 1983 20ª giornata | Arezzo | 1 – 0 | Palermo |  |

| 13 febbraio 1983 21ª giornata | Foggia | 3 – 1 | Arezzo |  |

| 20 febbraio 1983 22ª giornata | Arezzo | 2 – 2 | Milan |  |

| 27 febbraio 1983 23ª giornata | Atalanta | 1 – 1 | Arezzo |  |

| 6 marzo 1983 24ª giornata | Arezzo | 0 – 0 | Varese |  |

| 13 marzo 1983 25ª giornata | Arezzo | 2 – 0 | Cavese |  |

| 20 marzo 1983 26ª giornata | Sambenedettese | 2 – 0 | Arezzo |  |

| 27 marzo 1983 27ª giornata | Arezzo | 0 – 0 | Campobasso |  |

| 2 aprile 1983 28ª giornata | Bari | 0 – 0 | Arezzo |  |

| 10 aprile 1983 29ª giornata | Arezzo | 1 – 1 | Pistoiese |  |

| 17 aprile 1983 30ª giornata | Bologna | 1 – 0 | Arezzo |  |

| 24 aprile 1983 31ª giornata | Monza | 2 – 1 | Arezzo |  |

| 1º maggio 1983 32ª giornata | Arezzo | 2 – 2 | Catania |  |

| 8 maggio 1983 33ª giornata | Cremonese | 1 – 0 | Arezzo |  |

| 15 maggio 1983 34ª giornata | Arezzo | 1 – 0 | Como |  |

| 22 maggio 1983 35ª giornata | Perugia | 3 – 0 | Arezzo |  |

| 29 maggio 1983 36ª giornata | Arezzo | 0 – 0 | Lazio |  |

| 5 giugno 1983 37ª giornata | Lecce | 2 – 1 | Arezzo |  |

| 12 giugno 1983 38ª giornata | Arezzo | 2 – 2 | Reggiana |  |

### Coppa Italia

#### Fase a gironi
| Arbitro: | Magni (Bergamo) |

|           |           |  |
| Traini 7’ | Marcatori |  |

| Arbitro: | Giaffreda (Roma) |

|                     |           |  |
| Mei 11’ Garlini 68’ | Marcatori |  |

| Arbitro: | Sguizzato (Verona) |

|                         |           |  |
| Neri 7’, 63’ Doveri 83’ | Marcatori |  |

| Arbitro: | Baldi (Roma) |

|             |           |  |
| Lunerti 78’ | Marcatori |  |

| Arbitro: | Pirandola (Lecce) |

|             |           |  |
| Finardi 68’ | Marcatori |  |

## Statistiche

### Statistiche di squadra
| Competizione | Punti | In casa | In casa | In casa | In casa | In casa | In casa | In trasferta | In trasferta | In trasferta | In trasferta | In trasferta | In trasferta | Totale | Totale | Totale | Totale | Totale | Totale | DR |
| Competizione | Punti | G       | V       | N       | P       | Gf      | Gs      | G            | V            | N            | P            | Gf           | Gs           | G      | V      | N      | P      | Gf     | Gs     | DR |
| ------------ | ----- | ------- | ------- | ------- | ------- | ------- | ------- | ------------ | ------------ | ------------ | ------------ | ------------ | ------------ | ------ | ------ | ------ | ------ | ------ | ------ | -- |
| Serie B      | 36    | 19      | 6       | 12      | 1       | 17      | 11      | 19           | 4            | 4            | 11           | 13           | 27           | 38     | 10     | 16     | 12     | 30     | 38     | -8 |
| Coppa Italia | -     | 2       | 2       | 0       | 0       | 4       | 0       | 3            | 0            | 0            | 3            | 0            | 4            | 5      | 2      | 0      | 3      | 4      | 4      | 0  |
| Totale       | -     | 21      | 8       | 12      | 1       | 21      | 11      | 22           | 4            | 4            | 14           | 13           | 31           | 43     | 12     | 16     | 15     | 34     | 42     | -8 |

### Statistiche dei giocatori
| Giocatore     | Serie B  | Serie B | Coppa Italia | Coppa Italia | Totale   | Totale |
| Giocatore     | Presenze | Reti    | Presenze     | Reti         | Presenze | Reti   |
| ------------- | -------- | ------- | ------------ | ------------ | -------- | ------ |
| M. Arrighi    | 18       | 0       | ?            | ?            | 18+      | 0+     |
| S. Barbieri   | 20       | 1       | ?            | ?            | 20+      | 1+     |
| G. Belluzzi   | 37       | 1       | ?            | ?            | 37+      | 1+     |
| G. Botteghi   | 14       | 0       | ?            | ?            | 14+      | 0+     |
| A. Brunello   | 9        | 0       | ?            | ?            | 9+       | 0+     |
| S. Butti      | 29       | 3       | ?            | ?            | 29+      | 3+     |
| A. Castronaro | 22       | 0       | ?            | ?            | 22+      | 0+     |
| E. Doveri     | 25       | 0       | ?            | ?            | 25+      | 0+     |
| E. Frigerio   | 17       | 1       | ?            | ?            | 17+      | 1+     |
| F. Innocenti  | 26       | 0       | ?            | ?            | 26+      | 0+     |
| A. Malisan    | 34       | 2       | ?            | ?            | 34+      | 2+     |
| A. Mangoni    | 31       | 0       | ?            | ?            | 31+      | 0+     |
| D. Neri       | 36       | 5       | ?            | ?            | 36+      | 5+     |
| G. Pellicanò  | 35       | -32     | ?            | ?            | 35+      | -32+   |
| M. Raise      | 7        | 1       | ?            | ?            | 7+       | 1+     |
| L. Reali      | 4        | -6      | ?            | ?            | 4+       | -6+    |
| G. Sartori    | 18       | 2       | ?            | ?            | 18+      | 2+     |
| P. Traini     | 37       | 8       | ?            | ?            | 37+      | 8+     |
| G. Zandonà    | 36       | 1       | ?            | ?            | 36+      | 1+     |
| A. Zanin      | 33       | 3       | ?            | ?            | 33+      | 3+     |